# Allodiplophryxus
Allodiplophryxus is een monotypisch geslacht van isopoda-parasieten in de familie Bopyridae, die de volgende soort bevat die voorkomt in de hele Golf van Mexico:
- Allodiplophryxus floridanus Markham, 1985